# Olivier Comte
Pour les articles homonymes, voir Comte (homonymie).
Olivier Comte, né en 1973, est un entrepreneur français.
Il est nommé directeur général de l'entreprise multimédia française Ankama en 2013 après le départ d'Emmanuel Darras, puis directeur de Koch Media France depuis le premier semestre 2015. Il a également occupé des postes chez Atari puis à Bandai Namco.
En décembre 2018, il est nommé directeur général de la société 52 Entertainment, qui fait partie du groupe HLD dirigé par Jean-Bernard Lafonta. 52 Entertainment entre dans le French Tech 120 en février 2023 ; il possède des enseignes de jeu de bridge en ligne telles que Bridge Base Online et Funbridge, de e-sailing (Virtual Regatta), de tarot et de Dominos. Bridge Base Online (en) (BBO) est en 2025 le 3e site mondial de jeu en ligne, et le 1er pour le jeu de bridge.

## Distinctions
Il est nommé Digital gaming CEO of the year pour l'année 2023 par le magazine anglais CEO monthly.